# Александар I - витешки краљ (књига)
Александар I - витешки краљ јесте библиофилска историографска монографија мр Душана М. Бапца, објављена 2018. године. Представља луксузно опремљену и богато илустровану монографију посвећену Александру I Карађорђевићу, краљу Срба, Хрвата и Словенаца (1921–1929) и краљу Југославије (1929–1934).

## Аутор
Душан М. Бабац (1969) је српски магистар геолошких наука, хералдичар, публициста, члан крунског већа Александра Карађорђевића и директор Фонда Краљевски двор. Његов отац је филмски теоретичар и редитељ Марко Бабац, а деда је био пешадијски мајор Југословенске војске и помоћник команданта београдских корпуса ЈВуО током Другог светског рата генералштабног мајора Жарка Тодоровића Валтера. Један је од водећих српских војних публициста и аутор је неколико десетина монографија из српске војне историје, од којих је највећи део објавио Медија центра Одбрана Министарства одбране Републике Србије.

## Опис
У истраживању за ову књигу, аутор је користио збирке и фондове Историјског музеја Србије, Фонда Краљевски двор, Задужбине краља Петра Првог на Опленцу, Архива Југославије, Војног музеја у Београду, Матице српске, Народног музеја Панчево, Народног музеја Зрењанин, Градског музеја Вршац, Градског музеја Суботица, Народног музеја у Београду, као и неколико десетина приватних збирни и колекција.
Књига је објављена на 130. годишњицу рођења краља Александара I Карађорђевића.

## Серијал
Књига представља једну у низу монографија из серијала о нововековним српским владарима, које Душан М. Бабац годинама приређује. Хронолошки пре ње, али по времену издања потоња, долази књига Петар I - краљ Ослободилац (књига), а ту су и мемоарски списи његовог сина краља Петра II Карађорђевића Мој живот, објављени на почетку серијала.